# 新郷町
新郷町（しんごうちょう）は、愛知県瀬戸市新郷連区の町名。丁番を持たない単独町名である。

## 地理
- 瀬戸市の南西部に位置する[8]。南西を赤重町、北を瘤木町・水無瀬町、北東を原山町、南を幡野町と隣接している[8]。
- かつての県道[注釈 1]沿いに細長く市街地を形成し、沿道には各種商店が並び、背後には製陶工場・住宅が続く[8]。

### 河川
- 水無瀬川（矢田川支流） ： 町の北東端、原山町・水無瀬町との町境を西流している。

- 水無瀬川

### 学区
市立小・中学校に通う場合、学区は以下の通りとなる。また、公立高等学校普通科に通う場合の学区は以下の通りとなる。
| 番・番地等 | 小学校             | 中学校               | 高等学校 |
| ---------- | ------------------ | -------------------- | -------- |
| 全域       | 瀬戸市立陶原小学校 | 瀬戸市立水無瀬中学校 | 尾張学区 |

なお、新郷町1〜126番地、131〜154番地を除く区域については、特定区域における校区外通学が認められており、申請をすれば瀬戸市立幡山中学校への進学も可能である。

## 歴史

### 町名の由来
かつて山林であったこの辺りに、大正の初めごろから人が住み始めたため、現在の新郷町・赤重町・原山町・緑町の4町を含めた地域を新しい郷ということで新郷と名付けた。町名設定の際、その中央部であるこの地を新郷町としたものである。

### 沿革
- 1963年（昭和38年）10月1日 - 瀬戸市大字本地字原山の一部により、同市新郷町として成立[2]。

## 世帯数と人口
2024年（令和6年）2月1日現在の世帯数と人口は以下の通りである。
| 町丁   | 世帯数  | 人口  |
| ------ | ------- | ----- |
| 新郷町 | 280世帯 | 600人 |

### 人口の変遷
国勢調査による人口の推移
| 1995年（平成7年）  | 638人 | [ 13 ] |  |
| 2000年（平成12年） | 645人 | [ 14 ] |  |
| 2005年（平成17年） | 608人 | [ 15 ] |  |
| 2010年（平成22年） | 637人 | [ 16 ] |  |
| 2015年（平成27年） | 618人 | [ 17 ] |  |
| 2020年（令和2年）  | 644人 | [ 18 ] |  |

### 世帯数の変遷
国勢調査による世帯数の推移。
| 1995年（平成7年）  | 205世帯 | [ 13 ] |  |
| 2000年（平成12年） | 230世帯 | [ 14 ] |  |
| 2005年（平成17年） | 227世帯 | [ 15 ] |  |
| 2010年（平成22年） | 248世帯 | [ 16 ] |  |
| 2015年（平成27年） | 254世帯 | [ 17 ] |  |
| 2020年（令和2年）  | 279世帯 | [ 18 ] |  |

## 交通

### 鉄道
町内に鉄道は走っていない。最寄り駅は愛知環状鉄道・愛知環状鉄道線瀬戸口駅になる。

### バス
名鉄バス「東山線」
- 【43】【44】藤が丘 - 岩作 - 赤重 - 瀬戸駅前 系統 ： 新郷町バス停

瀬戸市コミュニティバス「上之山線」
- 瀬戸駅前 - 瀬戸口駅 - 山口駅 - サンヒル上之山 - 八草駅 系統 ： 幡野町北バス停（瀬戸駅前方面乗り場）

瀬戸市コミュニティバス「本地線」
- 陶生病院 - 瀬戸口駅 - 愛知医大 系統が走っているが、町内にバス停はない。最寄りのバス停は、新水無瀬橋バス停・東赤重町バス停になる。

- 新郷町バス停
- 幡野町北バス停

### 道路
- 愛知県道57号瀬戸大府東海線[8] ： 町の南端、幡野町・赤重町との町境付近を東西に通っている。
- 愛知県道209号愛・地球博記念公園瀬戸線[8] ： 町の中央部を南北に通っている。

- 案内標識内の県道57号・209号表示（幡野町北交差点北方）

## 施設
- 新郷町ちびっこ広場 ： 町の中央部にある小さな公園。ブランコ・すべり台・鉄棒がある。

- 新郷町ちびっこ広場

## その他

### 日本郵便
- 郵便番号 : 489-0873[6]（集配局：瀬戸郵便局[19]）。